# Lobonychium palpiplus
Genre
Espèce
Lobonychium palpiplus, unique représentant du genre Lobonychium, est une espèce d'opilions laniatores de la famille des Epedanidae.

## Distribution
Cette espèce est endémique de Bornéo. Elle se rencontre en Indonésie au Kalimantan vers Pontianak et en Malaisie au Sabah.

## Description
Le syntype mesure 2,5 mm.
Le mâle décrit par Zhang et Martens en 2018 mesure 1,89 mm et la femelle 2,74 mm.

## Publication originale
- Roewer, 1938 : « Über Acrobuninae, Epedaninae und Sarasinicinae. Weitere Weberknechte IX. (9. Ergänzung der Weberknechte der Erde 1923). » Veröffentlichungen aus dem Deutschen Kolonial- und Übersee-Museum in Bremen, vol. 2, p. 81–169.